# 亚历山大·卡列里
亚历山大·尤里耶维奇·卡列里（俄语：Александр Юрьевич Калери，羅馬化：Aleksandr Yuriyevich Kaleri，1956年5月13日—）是俄罗斯第73位宇航员，世界第265位宇航员。他曾五次前往太空，五次进行太空行走任务。

## 早年
1956年5月13日出生于苏联拉脱维亚苏维埃社会主义共和国尤爾馬拉。1973年毕业于尤尔马拉市第5中学，1979年毕业于莫斯科物理技术学院飞行动力学专业，毕业后在“能源”科研生产联合公司工作，担任设计工程师。1983年获得莫斯科物理技术学院“液体、气体和等离子体”力学硕士学位。 

## 宇航员生涯
1984年4月入选“能源”集团宇航员候选人，1985年至1986年在加加林宇航员培训中心接受基础太空飞行训练，并获得了测试宇航员资格。他有22小时的L-39信天翁教练机飞行经验。 
1987年4月至5月，他参与了联盟TM-4飞船“和平号空间站远征”备用任务人员培训。1988年1月至3月参与了“和平号空间站第4次远征”随航工程师培训；1990年5月至11月参与了“和平号空间站第8次远征”任务随航工程师培训；1991年1月至4月参与了“和平号空间站第9次远征”随航工程师培训，1991年5月18日作为联盟TM-12飞船中克里卡列夫的替补；1991年5月至1992年2月参与了第9和第10次远征随航工程师培训。

### 和平号空间站
1992年、1996年和2000年三次作为随航飞行工程师前往和平号空间站执行任务。

### 远征8
2003年10月18日5时38分，联盟-FG号运载火箭在哈萨克斯坦拜科努尔发射场发射成功，载有3名宇航员的俄联盟TMA-3载人飞船顺利送入预定轨道。这是自2月1日哥伦比亚号航天飞机灾难以来俄罗斯向国际空间站第二次运送宇航员。其中卡列里任任务指令长，和美国宇航员迈克尔·福尔是常驻成员，西班牙籍短期考察员佩德罗·杜克任随航工程师。
2004年1月5日，美国国家航空航天局地面控制中心告诉卡列里和福尔，空间站中的气压出现了微弱的下降。但仍处于安全状态，因为一昼夜间气压下降幅度每平方英寸并没有超过0.04磅。经过几天的排查，他们终于发现防止舷舱多层玻璃之间的水汽，原来是剩余气压的排水软管出现了裂缝。他们很快修复了软管裂缝。
2004年2月26日，他和福尔在舱外活动时，太空服内温度控制装置出现故障，他不得不提前结束首次在无人留守国际空间站的状态下进行太空行走的“冒险之旅”。在这次持续3时55分的任务中，他们把一个“实验人”安放到了星辰号服务舱外，以测量空间站外辐射强度与辐射量。
2003年12月和2004年4月，他通过保密渠道与委托人通话，在杜马选举及总统选举中投上了一票。

### 远征25/26
2010年10月7日23时10分，载有卡列里、奥列格·斯克里波奇卡和斯科特·凯利的联盟TMA-01M宇宙飞船从哈萨克斯坦境内的拜科努尔发射基地发射升空，飞往国际空间站。8日凌晨0时02分与空间站成功对接。
2011年3月16日7时54分，卡列里、斯克里波奇卡和凯利所乘坐的联盟TMA-01M载人飞船返回舱成功降落在哈萨克斯坦阿尔卡雷克市以北85公里处的草原上。

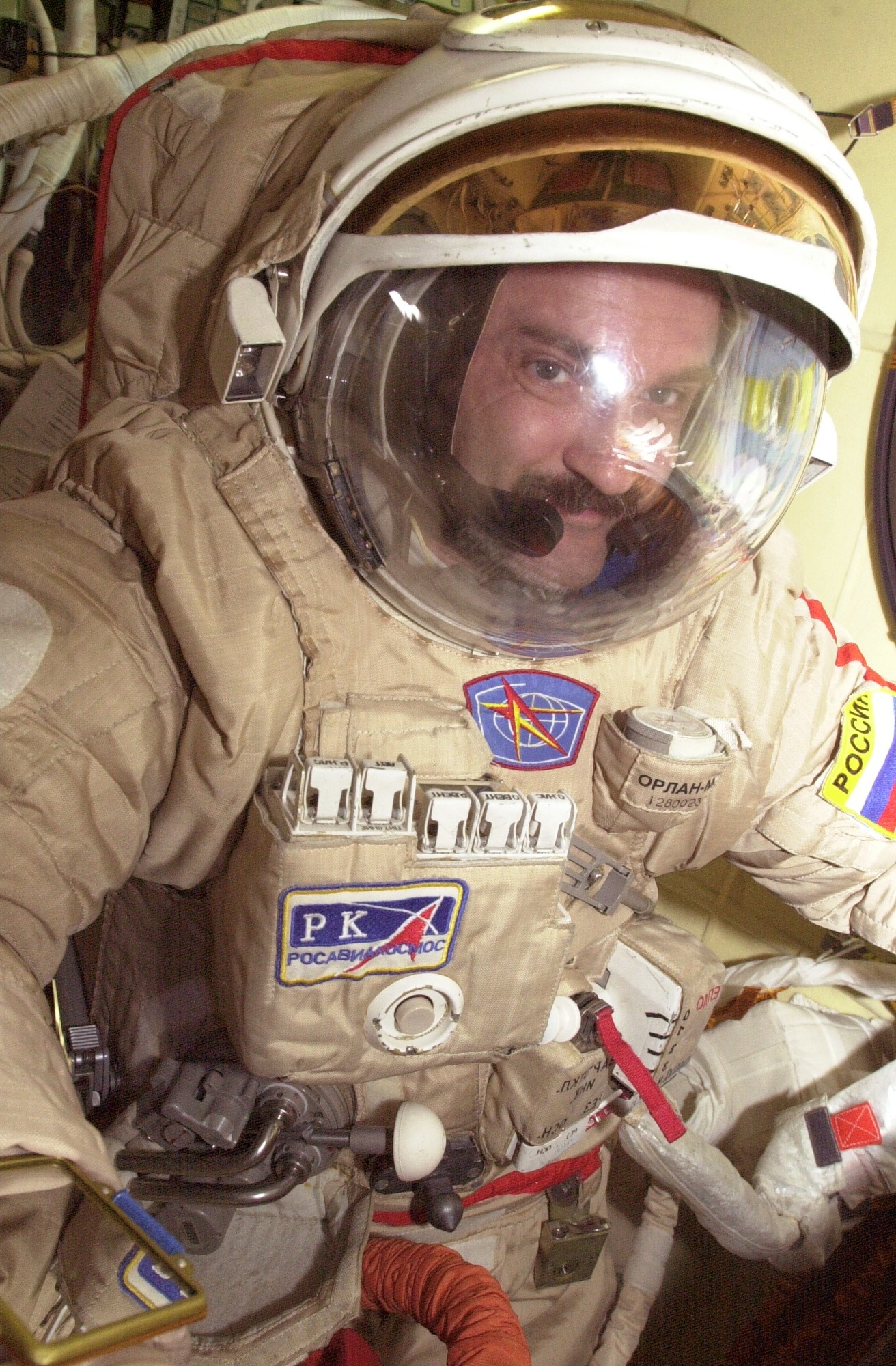
卡列里穿着海鹰宇航服

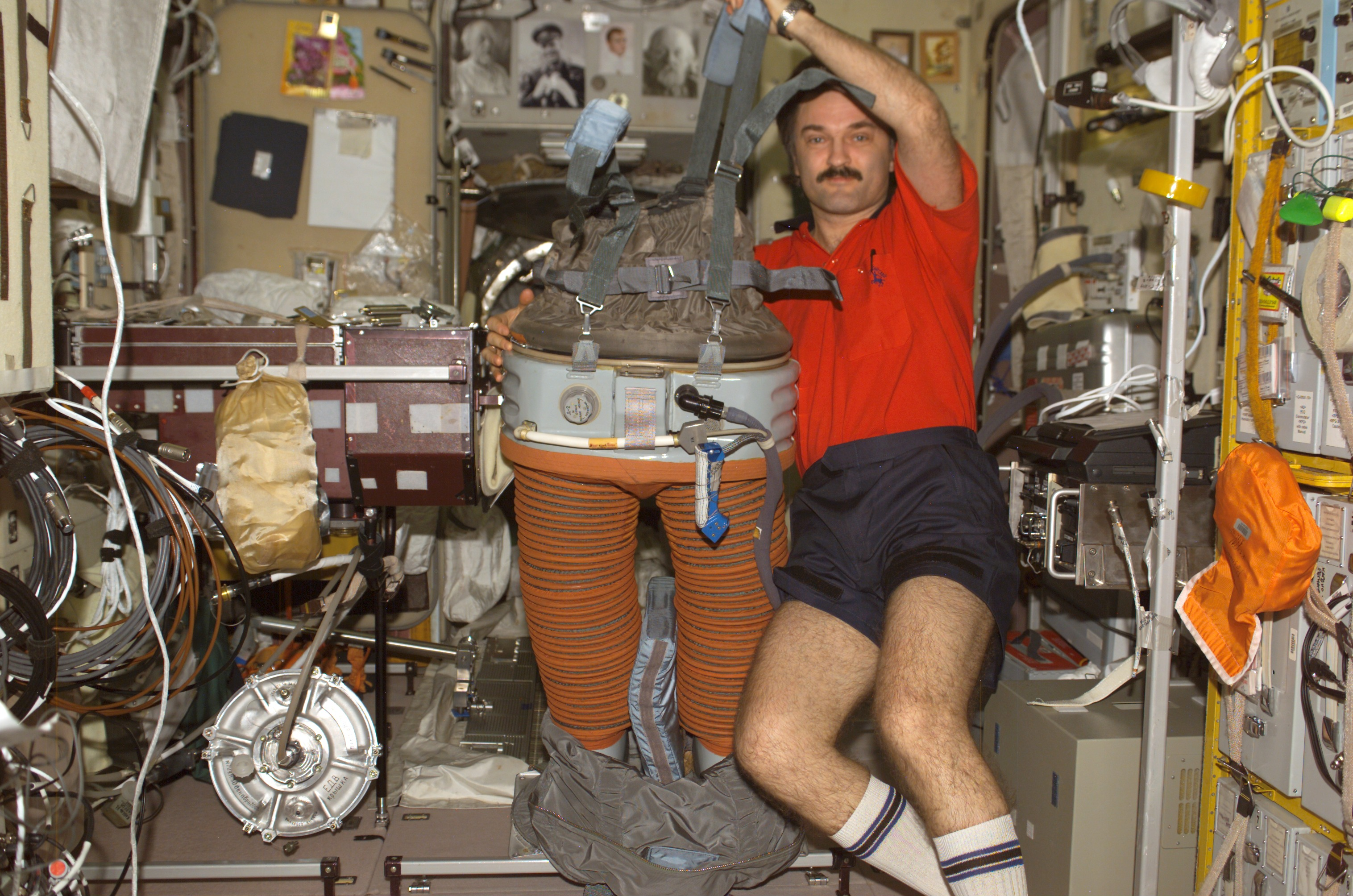
远征8

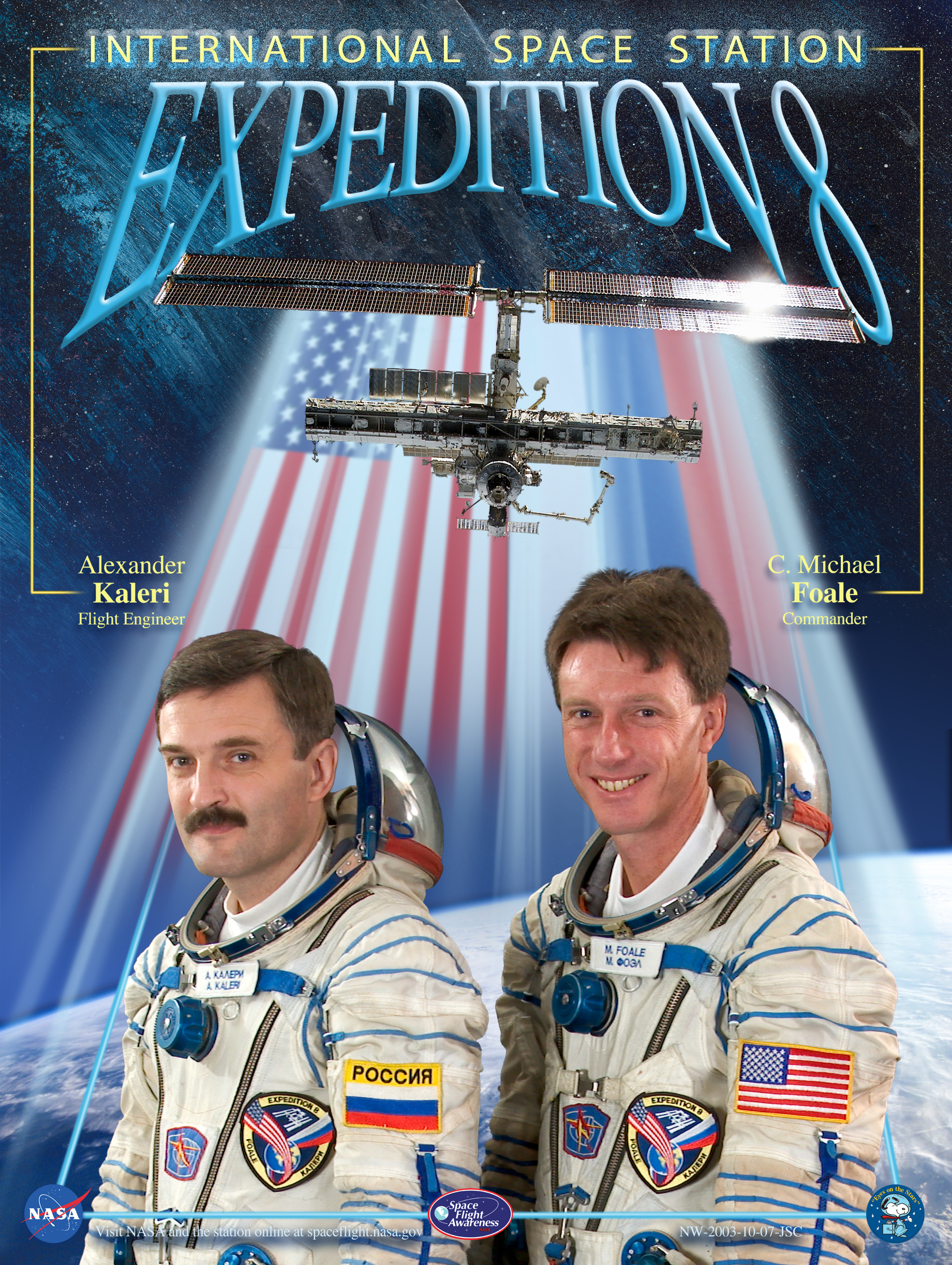
远征8，与迈克尔·福尔

统计
| # | 往返载具    | 发射时间（UTC）       | 任务代号  | 着陆时间（UTC）      | 时长总计      | 舱外活动次数 | 舱外活动时长 |
| - | ----------- | --------------------- | --------- | -------------------- | ------------- | ------------ | ------------ |
| 1 | 联盟TM-14   | 1992年3月17日10时54分 | EO-11     | 1992年8月10日1时5分  | 145日14时11分 | 1            | 2时3分       |
| 2 | 联盟TM-24   | 1996年8月7日13时18分  | EO-22     | 1997年3月2日6时44分  | 196日17时26分 | 2            | 12时33分     |
| 3 | 联盟TM-30   | 2000年4月4日5时1分    | EO-28     | 2000年6月16日0时44分 | 72日19时43分  | 1            | 4时52分      |
| 4 | 联盟TMA-3   | 2003年10月18日5时38分 | 远征8     | 2004年4月30日0时11分 | 194日18时33分 | 1            | 3时55分      |
| 5 | 联盟TMA-01M | 2010年10月7日23时10分 | 远征25/26 | 2011年3月16日7时54分 | 159日8时44分  | 0            | 0            |
|   |             |                       |           |                      | 769日6时37分  | 5            | 23时23分     |

太空行走统计
| #      | 日期（UTC）   | 同伴                | 持续时长 |
| ------ | ------------- | ------------------- | -------- |
| 1      | 1992年7月8日  | 亚历山大·维克托连科 | 2时3分   |
| 2      | 1996年12月2日 | 瓦列里·科尔尊       | 5时57分  |
| 3      | 1996年12月9日 | 瓦列里·科尔尊       | 6时36分  |
| 4      | 2000年5月12日 | 谢尔盖·扎廖京       | 4时52分  |
| 5      | 2004年2月26日 | 迈克尔·福尔         | 3时55分  |
| 总时长 | 总时长        | 总时长              | 23时23分 |

## 荣誉
- 美國宇航局太空飛行獎章
- 俄罗斯联邦宇航员和俄罗斯联邦英雄荣誉称号（1992年）
- 法國榮譽軍團勳章骑士勋位（1997年）
- 三级“祖国功勋”勋章（1997年）
- 二级“祖国功勋”勋章（2000年）
- 友谊勋章（2005年）
- 四级“祖国功勋”勋章（2011年）[16]